# Din of Ecstasy
Albums de Chris Whitley
Living with the Law
(1991) Terra Incognita (album de Chris Whitley)
(1997)
Din of Ecstasy est le deuxième album du chanteur américain Chris Whitley, sorti en 1995 sur le label Sony/WORK, produit par Chris Whitley et Dougie Bowne. Cet album beaucoup plus électrique que le précédent, dans une direction mélangeant blues, rock-indépendant et hard-rock, montre l'éclectisme musical de l'artiste mais ne lui permettra pas d'obtenir le même succès que Living with the Law. L'album comporte une reprise du groupe The Jesus and Mary Chain, Some Candy Talking

## Musiciens
- Chris Whitley : Chant, guitare National Acoustic, Guitare électrique, basse
- Dougie Bowne : Batterie
- Alan Gevaert : Basse
- Daniel Whitley : Guitare

## Liste des Titres
| No  | Titre                           | Musique                | Durée |
| --- | ------------------------------- | ---------------------- | ----- |
| 1.  | Narcotic Prayer                 | Chris Whitley          | 03:45 |
| 2.  | Never                           | Chris Whitley          | 02:48 |
| 3.  | Know                            | Chris Whitley          | 03:47 |
| 4.  | O God My Heart Is Ready         | Chris Whitley          | 03:13 |
| 5.  | Can't Get Off                   | Chris Whitley          | 04:03 |
| 6.  | God Thing                       | Chris Whitley          | 04:49 |
| 7.  | Din                             | Chris Whitley          | 03:14 |
| 8.  | New Machine                     | Chris Whitley          | 03:19 |
| 9.  | Some Candy Talking              | William Reid, Jim Reid | 04:12 |
| 10. | Guns & Dolls                    | Chris Whitley          | 03:30 |
| 11. | WPL                             | Chris Whitley          | 03:08 |
| 12. | Ultraglide / Days of obligation | Chris Whitley          | 07:41 |